# Simhopp vid olympiska sommarspelen 1904
Simhoppningen vid olympiska sommarspelen 1904 i Saint Louis bestod av två grenar och hölls mellan den 5 och 7 september 1904 i Forest Park. Antalet deltagare var tio tävlande från två länder.

## Medaljfördelning
| Pl.    | Nation   | Guld | Silver | Brons | Totalt |
| ------ | -------- | ---- | ------ | ----- | ------ |
| 1      | USA      | 2    | 1      | 2     | 5      |
| 2      | Tyskland | 0    | 1      | 1     | 2      |
|        |          |      |        |       |        |
| Totalt | Totalt   | 2    | 2      | 3     | 7      |

## Medaljörer

### Herrar
| Gren                               | Guld                      | Silver               | Brons                       |
| Herrarnas höga hopp Detaljer...    | George Sheldon (USA)      | Georg Hoffmann (GER) | Alfred Braunschweiger (GER) |
| Herrarnas höga hopp Detaljer...    | George Sheldon (USA)      | Georg Hoffmann (GER) | Frank Kehoe (USA)           |
| Herrarnas längddykning Detaljer... | William Paul Dickey (USA) | Edgar Adams (USA)    | Leo Budd Goodwin (USA)      |

## Deltagande nationer
Totalt deltog tio simmare från två länder vid de olympiska spelen 1904 i Saint Louis.
- Tyskland (3)
- USA (7)